# روب وليامز
روب وليامز (بالإنجليزية: Rob Williams)‏ هو مجدف بريطاني، ولد في 21 يناير 1985 في تبلو في المملكة المتحدة.

## وصلات خارجية
- روب وليامز على موقع الاتحاد الدولي للتجديف (الإنجليزية)
- روب وليامز على موقع أوليمبيديا (الإنجليزية)
- روب وليامز على موقع اللجنة الأولمبية البريطانية (الإنجليزية)